# Strange Frontier
Strange Frontier és el segon àlbum d'estudi del músic anglès Roger Taylor. Aquest disc inclou dues versions (una de Bob Dylan l'altre de Bruce Springsteen) i té un so més dur que el primer àlbum. Un cop més Taylor canta i toca la majoria dels instruments (bateria, Teclats, Baix i guitarra). Hi ha petites intervencions del productor David Richars (sintetitzadors i piano), Rick Parfitt membre de Status Quo a la guitarra, John Deacon membre de Queen al baix i mixer, Brian May membre de Queen a la guitarra a "Man on Fire" i Freddie Mercury (teclats addicionals i s'especula que al tema "Killing Time" fa la segona veu).
Diversos elements musicals de la cançó "I Cry for You" (Love, Hope and Confusion)" (la màquina bateria, harmonies, cors i alguns arranjament) serien reutilitzats pel tema de Queen Radio Ga Ga, editada aquell mateix any.

## Llista de cançons
Cara A
1. "Strange Frontier" (Taylor) – 4:16
2. "Beautiful Dreams" (Taylor) – 4:23
3. "Man on Fire" (Taylor) – 4:05
4. "Racing in the Street" (Bruce Springsteen) – 4:28
5. "Masters of War" (Bob Dylan) – 3:51

Cara B
1. "Killing Time" (Taylor) – 4:58
2. "Abandonfire" (Taylor, David Richards) – 4:12
3. "Young Love" (Taylor) – 3:22
4. "It's an Illusion" (Taylor, Rick Parfitt) – 4:03
5. "I Cry for You (Love, Hope and Confusion)" (Taylor, David Richards) – 4:16

## Senzills
- Man on Fire
- Strange Frontier
- Beautiful Dreams

## Rànquings de vendes

### Àlbum
| 1984 | Posició |
| ---- | ------- |
|      | 30      |

### Senzills
Senzill Man On Fire
| 1984 | Posició |
| ---- | ------- |
|      | 66      |

Senzill Strange Frontier
| 1984 | Posició |
| ---- | ------- |
|      | 98      |